# Corsa all'anello di Narni

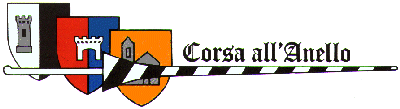
Corsa all'anello

La Corsa all'Anello è una delle rievocazioni storiche medievali più ricche e coinvolgenti d'Italia, si svolge a Narni dall'ultima settimana del mese di aprile alla seconda domenica di maggio, giorno della giostra equestre.
Tale rievocazione si fonda sui festeggiamenti del patrono di Narni, Giovenale di Narni, e si festeggia il 3 maggio, con la Corsa Storica.
Al Campo de li giochi, invece si disputa l'agonistica Corsa all'Anello Moderna.

## Storia
Gli statuti della città di Narni, datati 1371, sanciscono definitivamente la nascita dei festeggiamenti per il santo patrono.
Festeggiamenti che erano già parte del passato di Narni sotto forma di antichi riti e giochi.
Per le vie della città, dal primo maggio, passava il banditore che annunciava l'inizio delle celebrazioni ludiche, sportive e religiose della festa.
La notte del 2 maggio si teneva una processione solenne per le vie di Narni fino a giungere nella cattedrale dove i signori della zona, unitamente alle varie corporazioni, facevano la loro offerta al santo patrono.
La "Corsa del Palio", oggi indicata nel programma della rievocazione come "corsa all'anello storica", è una gara riproposta dal 1969, che si correva nel centro della città ed il premio, un palio di seta, aveva un controvalore di tre libbre d'oro (circa 20 soldi cortonesi). La gara era aperta a tutti. Era una competizione di pura velocità che si effettuava lungo il percorso che da S. Andrea in Lagia raggiungeva il petronum nella Piazza dei Priori alla quale i milites e gli equites, potevano iscrivere un loro cavallo guidato da un giovane cavaliere.
La "Corsa all'Anello" era anticamente riservata ai soli cavalieri narnesi e consisteva nell'infilzare con una lancia, correndo al galoppo, un anello, tenuto sospeso da due fili sottili, del valore di circa 100 soldi cortonesi (circa 2 fiorini d'oro) II Dominus Vicarius invitava coloro che intendevano correre l’anello a schierarsi all’angolo della chiesa di S. Salvato nella Piazza dei Priori per poi scagliarsi con la propria asta ad infilare il bersaglio. L’ordine di partenza era stabilito secondo l’appartenenza alle Brigate militari dei Terzieri: Mezule, Fraporta, Santa Maria.
Nel corso dei secoli i festeggiamenti si arricchirono di altri giochi quali la lotta tra il toro ed il bufalo, la quintana (altra gara equestre che consisteva nel colpire con la lancia, al galoppo, un bersaglio posto sul braccio sinistro del "Saraceno" detto anche "Moro"), delle commedie allestite dai giovani della città e di gesti di cortesia verso le donne di Narni offrendole la prima colazione.
Come spiegato dallo storico narnese Bruno Marone nel dettagliato servizio televisivo di Fernando Cancedda del 1986 "Dieci giorni nel medioevo" per la rubrica della RAI "Bella Italia", i premi per i cavalieri (il Palio e l'Anello) erano a carico della comunità ebraica della città ed ammontavano a 4 fiorini d'oro (circa 208 soldi cortonesi) e se il vicario non avesse fatto applicare rigidamente questa norma sarebbe stato obbligato al pagamento, di suo salario, di 10 fiorini d'oro (circa 520 soldi cortonesi).

## Il bando
Il nome antico del bando era De palio currendo in festo Beati Juvenalis de mense Maij e si rifaceva a cap. IV e V statutorum illustrissimæ civitatis Narniæ
Questo il testo che il banditore legge, girando a cavallo per le vie della città, a viva voce:
et lo populo tucto.

Dalla Civitade, et dallo Contado,

advenite, allo terzo jorno de maggio,

pè lo levar dello sole

alle riti, et alli giochi, in honore

dello Sancto Petrone Juvenale.

In leale tenzone scendano,

nello campo delli giochi,

li habil Cavalieri di

Mezule, Fraporta, Sancta Maria

per la conquista dello hambito Palio

simbolo de forza et de maestria,

nello modo che,

lo Terziere tucto dello vincitore,

ne vanti gloria per l'anno intero.

Che lo populo tucto esponga,

dalle logge et dalle finestre,

li simboli et li stendardi delli Terzieri

et che millanta fochi

enalluminino le nocte,

che et li monti et lo piano

dello intorno della nostra Civitade

vedano splendere novamente

la superba NARNIA»
(Bando originale del torneo)

## La Corsa all'Anello moderna
Nel 1948 e nel 1949 viene tentata, da un religioso dell'epoca, monsignor Mauro Maurizi,con l'aiuto di uno storico locale, la rievocazione della corsa in base agli statuti del 1371. Purtroppo di questa rievocazione restano soltanto alcune fotografie.
Nel maggio del 1969 parte, invece, la prima edizione della Corsa all'anello che si protrarrà sino ai nostri giorni.
La gara consiste, come già accennato, nell'infilare con la lancia un anello sospeso. Un dispositivo elettronico sgancia automaticamente l'anello avversario quando l'altro viene preso. La gara si svolge su un tracciato ellissoidale. Ogni terziere dispone di tre cavalli e di tre cavalieri ma a contendersi l'anello saranno solo due cavalieri alla volta, ciascuno per ciascun terziere. Al momento della partenza dagli stalli i cavalli sono trattenuti da uno stalliere a cui è fatto assoluto divieto di incitare il cavallo. La mancata osservanza di questa regola comporta una penalità di 15 punti. 
Si procede quindi ad eliminazione pertanto, per avere un vincitore, si dovranno compiere almeno tre tornate.
I vincitori di ciascun gruppo di tornate concorreranno per il premio di "Miglior cavaliere in campo" disputando un'apposita gara.
Il tracciato della pista è delimitato da bandiere che comportano penalità nel caso in cui vengano abbattute che ammontano a 5 punti se colpite dall'esterno e 15 se colpite dall'interno.
Il cavaliere verrà eliminato se uscirà di pista, se gli dovesse cadere la lancia e se, a seguito di una caduta, si distaccherà dal cavallo.
L'antico rito di ottenere in vittoria l'anello conquistato viene suggellato dal terziere vincitore tenendo in custodia, fino alla prossima edizione della corsa, l'anello d'argento.
Il terziere vincitore avrà il diritto di aprire il corteo storico di ritorno alle sedi dei terzieri dopo la gara e quello serale dell'anno successivo.

## I tre Terzieri
Come nel Medioevo la città di Narni è divisa in tre rioni, denominati terzieri, che prendono il loro nome in base alla parte di collocazione della città che contraddistinguono.
Purtroppo, dalla prima edizione del 1969, un refuso storico ha portato all'assegnazione errata dei nomi di due dei tre terzieri e, anche se storicamente il fatto e l'errore sono ormai accertati, i nomi non sono stati scambiati.
Terziere di Mezule
```
colori= 
 
Bianco
 - 
nero
```

Originariamente avrebbe dovuto chiamarsi Foraporta, presumibilmente "fuori dalle porte (della città)", in quanto comprende la zona di Narni che si trova sotto la Rocca appunto fuori dalle antiche porte.
Terziere di Fraporta
```
colori = 
 
Rosso
 - 
blu
```

Originariamente avrebbe dovuto chiamarsi Mezule, presumibilmente "in mezzo alle porte (della città)" , in quanto comprende la parte centrale della città di Narni tra il Duomo e piazza dei Priori.
Terziere di Santa Maria
```
colori = 
 
Viola
 - 
Arancione
```

Questo terziere prende il nome dall'antica chiesa di Santa Maria Maggiore oggi, sconsacrata, di San Domenico e comprende il territorio da Santa Maria Impensole fino a porta Polella.
Ogni terziere dispone di una propria scuderia, in cui si allenano i cavalieri e dove vengono mantenuti in forma i cavalli per la corsa; di una propria sartoria per la preparazione rigorosamente storica degli abiti per il grande corteo storico o per le rappresentazioni; di un gruppo storico che caratterizza il terziere; una o più "hostarie" ovvero taverne che riproducono quelle dell'epoca della festa e che rappresentano, di fatto, l'unica fonte di finanziamento per i terzieri.

## Grande Corteo Storico
Il sabato antecedente la corsa all'anello Narni si trasforma in un teatro medievale grande quanto la città.  Più di mille figuranti, tutti ricostruiti dopo un capillare lavoro di ricerca sul personaggio e sul costume ripropongono la tradizionale processione in onore di San Giovenale del 1371. Le antiche vie della città illuminate dal chiarore delle fiaccole e animate dallo sventolio delle bandiere tornano a sognarsi antiche.
In testa al corteo troveranno posto i musici, seguiti dalle "Magistrature Comunali" quindi da quelle "del Pontefice". 
Seguiranno i Terzieri in base al risultato d'arrivo della corsa dell'anno precedente.
Vari gruppi storici animano le vie o le piazze in attesa del passaggio del corteo: il gruppo "Arcieri Gattamelata", il gruppo di "Ballo del Corteggio", "Milites Narnia", gli "Sbandieratori di Narni" e molti altri.

## Altri eventi
Oltre alla Corsa all'Anello e al Corteo Storico altri cento eventi si snodano per tutta la durata della festa e spaziano dalle Giornate Medievali, alle Benedizioni dei Cavalieri, dall'Offerta dei Ceri fino ad arrivare agli spettacoli dei gruppi artistici e culturali, dalle mostre al mercato medievale e alle ricostruzioni degli ambienti nelle vie e nelle piazze che fra antichi mestieri, fiaccole e bandiere rendono la festa di Narni uno autentico spaccato dell'Umbria tardo medievale.

## Albo d'oro della Corsa all'Anello di Narni
| Anno               | Primo         | Secondo     | Terzo       | Miglior cavaliere |
| ------------------ | ------------- | ----------- | ----------- | ----------------- |
| 1969               | Mezule        | Fraporta    | Santa Maria | Non disputato     |
| 1970               | Fraporta      | Santa Maria | Mezule      | Non disputato     |
| 1971               | Santa Maria   | Fraporta    | Mezule      | Non disputato     |
| 1972               | Fraporta      | Santa Maria | Mezule      | Non disputato     |
| 1973               | Santa Maria   | Mezule      | Fraporta    | Giacomoni         |
| 1974               | Fraporta      | Mezule      | Santa Maria | Filippetti        |
| 1975               | Santa Maria   | Mezule      | Fraporta    | Filippetti        |
| 1976               | Santa Maria   | Mezule      | Fraporta    | Ricci             |
| 1977               | Fraporta      | Mezule      | Santa Maria | Vignoli           |
| 1978               | Santa Maria   | Mezule      | Fraporta    | Giacomoni         |
| 1979               | Santa Maria   | Mezule      | Fraporta    | Pica              |
| 1980               | Mezule        | Fraporta    | Santa Maria | Carlini Francesco |
| 1981               | Santa Maria   | Mezule      | Fraporta    | Leonardi          |
| 1982               | Mezule        | Santa Maria | Fraporta    | Leonardi          |
| 1983               | Santa Maria   | Fraporta    | Mezule      | Pica              |
| 1984               | Santa Maria   | Fraporta    | Mezule      | Vignoli           |
| 1985               | Mezule        | Fraporta    | Santa Maria | Antici            |
| 1986               | Mezule        | Fraporta    | Santa Maria | Latini            |
| 1987               | Mezule        | Fraporta    | Santa Maria | Antici            |
| 1988               | Fraporta      | Mezule      | Santa Maria | Leonori           |
| 1989               | Fraporta      | Santa Maria | Mezule      | Leonori           |
| 1990               | Mezule        | Fraporta    | Santa Maria | Della Rosa        |
| 1991               | Fraporta      | Santa Maria | Mezule      | Leonori           |
| 1992               | Mezule        | Santa Maria | Fraporta    | Brunotti          |
| 1993               | Santa Maria   | Fraporta    | Mezule      | Antici            |
| 1994               | Mezule        | Santa Maria | Fraporta    | Antici            |
| 1995               | Non disputata | causa       | maltempo    |                   |
| 1996               | Santa Maria   | Fraporta    | Mezule      | Brunotti          |
| 1997               | Santa Maria   | Fraporta    | Mezule      | Cipiccia          |
| 1998               | Mezule        | Santa Maria | Fraporta    | Brunotti          |
| 1999               | Santa Maria   | Fraporta    | Mezule      | Brunotti          |
| 2000               | Santa Maria   | Mezule      | Fraporta    | Brunotti          |
| 2001               | Mezule        | Santa Maria | Fraporta    | Brunotti          |
| 2002               | Santa Maria   | Mezule      | Fraporta    | Brunotti          |
| 2003               | Santa Maria   | Mezule      | Fraporta    | Brunotti          |
| 2004               | Fraporta      | Santa Maria | Mezule      | Ortolani          |
| 2005               | Santa Maria   | Mezule      | Fraporta    | Brunotti          |
| 2006               | Mezule        | Fraporta    | Santa Maria | Veneri            |
| 2007               | Mezule        | Fraporta    | Santa Maria | Scatolini         |
| 2008               | Mezule        | Fraporta    | Santa Maria | Scatolini         |
| 2009               | Mezule        | Fraporta    | Santa Maria | Scatolini         |
| 2010               | Mezule        | Santa Maria | Fraporta    | Veneri            |
| 2011               | Santa Maria   | Mezule      | Fraporta    | Cipiccia          |
| 2012               | Santa Maria   | Mezule      | Fraporta    | Rossi             |
| 2013               | Mezule        | Fraporta    | Santa Maria | Fani              |
| 2014               | Santa Maria   | Fraporta    | Mezule      | Cipiccia          |
| 2015               | Santa Maria   | Mezule      | Fraporta    | Diafaldi          |
| 2016               | Fraporta      | Santa Maria | Mezule      | Diafaldi          |
| 2017               | Santa Maria   | Fraporta    | Mezule      | Cipiccia          |
| 2018               | Santa Maria   | Fraporta    | Mezule      | Diafaldi          |
| 2019               | Fraporta      | Mezule      | Santa Maria | Santirosi         |
| 2021, La Rivincita | Fraporta      | Mezule      | Santa Maria | Paterni           |
| 2022               | Mezule        | Santa Maria | Fraporta    |                   |
| 2023               | Fraporta      | Santa Maria | Mezule      | Paterni           |
| 2024               | Fraporta      | Santa Maria | Mezule      | Rossi             |
| 2025               | Santa Maria   | Fraporta    | Mezule      | Diafaldi          |